# Casariche
Casariche è un comune spagnolo di 5 244 abitanti situato nella comunità autonoma dell'Andalusia.